# مسكورة
مسكورة هي قرية في إقليم سطات ضمن جهة الشاوية ورديغة بالغرب المغربي. كان مجموع عدد سكان الجماعة القروية مسكورة 7.482 نسمة.(تعداد السكان الرسمي 2004) تحتوي على سبع تعاونيات ·تعاونية السلام٬تعاونية الناصرية ٬تعاونية الهلالية ٬تعاونية الخضراء٬تعاونية التقدم٬تعاونية حرار